# Formes de radoub du port de Bordeaux
 (novembre 2022).
Si vous disposez d'ouvrages ou d'articles de référence ou si vous connaissez des sites web de qualité traitant du thème abordé ici, merci de compléter l'article en donnant les références utiles à sa vérifiabilité et en les liant à la section « Notes et références ».
Deux formes de radoub ont été construites dans le port de Bordeaux au XIXe siècle. Une forme de radoub est un lieu destiné à accueillir les navires pour leur entretien ou leur réparation au niveau de la coque.
Dans les ports français, les formes de radoub ont été installées pour répondre à des critères d'efficacité. En effet, elles sont utiles lorsque le port doit faire certaines réparations sur les bateaux, notamment lorsqu’il faut un grattage de la coque ou bien poser de la peinture sur les carènes. Ces réparations se font au sec dans les formes afin d'éviter des accidents. Néanmoins des tâches de vérification du navire peuvent être réalisées. C’est lorsque le bateau est au sec, que le personnel peut vérifier si les hélices fonctionnent correctement et visiter les prises d’eau.

Le port de Bordeaux accueille des activités de refit et pour tout type d'opérations de maintenance comme des réparations navales à quai ou en forme de radoub au sein d'un pôle naval modernisé et adapté aux besoins des compagnies. Les deux formes de Bordeaux se trouvent au niveau des quais avec une ouverture sur le bassin à Flot.

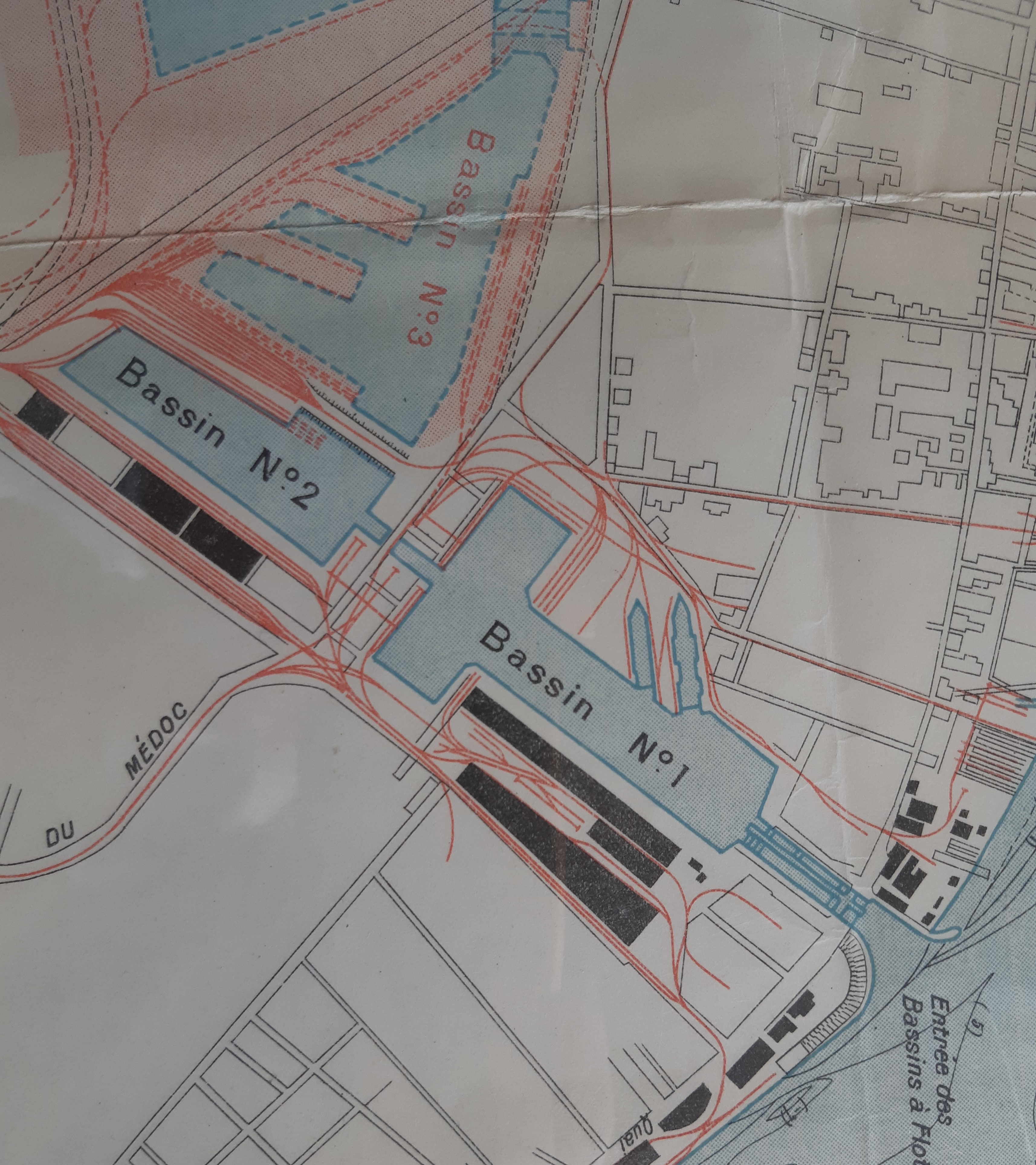
Plan des Bassins à Flots de Bordeaux de 1930, avec les deux formes de radoubs.

Les formes de radoub de Bordeaux sont inscrites dans l’inventaire du “patrimoine portuaire” qui recense un grand nombre de machines, d’outils, d’éléments évocateurs de l’activité maritime et conservés à ce jour par le Port Autonome de Bordeaux. Les formes de radoub ont fermé en 1997 et ré-ouvert en 2016.

## Localisation
Les deux formes de radoub se situent au nord-ouest de Bordeaux sur la rive gauche de la Garonne, sur le quai du Maroc dans la rue des Étrangers dans le quartier de Bacalan.

## Historique

### La construction des radoubs
Les deux formes de radoub sont construites à la fin du XIXe siècle durant l’aménagement du premier bassin à flot de Bacalan.
Avant que les formes de radoub n'existent, l'entretien se faisait de manière simple : échouer les navires sur les grèves au bord de la Garonne. Malgré l’importance de ces installations pour le port de Bordeaux, il faut attendre le XIXe siècle pour que naisse l’idée de faciliter l’opération d’entretien des navires. Les bassins d’entretien ont été construits pour répondre à l’intense passage et activité sur les bords de la Garonne. En 1847, le constructeur bordelais Jean-Baptiste Courau commence à installer un «bassin de radoub» plus exactement un bassin flottant mouillé (en aval du pont de pierre côté rive droite, bateau plat rectangulaire d’environ 40 mètres de long avec des écluses qui servent de portes à l’une des extrémités et quatre pompes servent à vider le bassin), mais ce bassin flottant ne pouvait recevoir que des navires de moins de 500 tonneaux. En 1850, c’est le même constructeur qui fera creuser rive droite un petit bassin de radoub pour les navires de 700 tonneaux.
Plusieurs projets seront déposés au XIXe siècle pour établir un bassin à flots sur la rive gauche du fleuve. Il faudra attendre le décret du 27 juillet 1867 qui retient définitivement une proposition de création. À partir de ce décret, le port de Bordeaux allait pouvoir disposer d'une infrastructure. Elle permet d'augmenter la capacité d'accueil des navires et répondre au trafic qui est de plus en plus dense. Ce bassin à flots fut construit à partir de 1869 dans le quartier de Bacalan. En 1874, une décision de l’administration de Bordeaux autorise la construction du bassin de radoub pour qu’il puisse recevoir les grands bâtiments transatlantiques.
Le chantier de la première forme de radoub a lieu en 1876 et elle sera ouverte en 1885. Elle mesure 157 mètres de long sur 20 mètres. L’ouvrage de Hubert Bonin nous dévoile que la forme «communique avec le bassin à flots par une porte mobile; à sa partie inférieure (le radier) sont fixés des tains sur lesquels repose la quille du navire quand il est à sec. Des pompes à vapeur permettent l’épuisement des eaux pour chaque forme.»

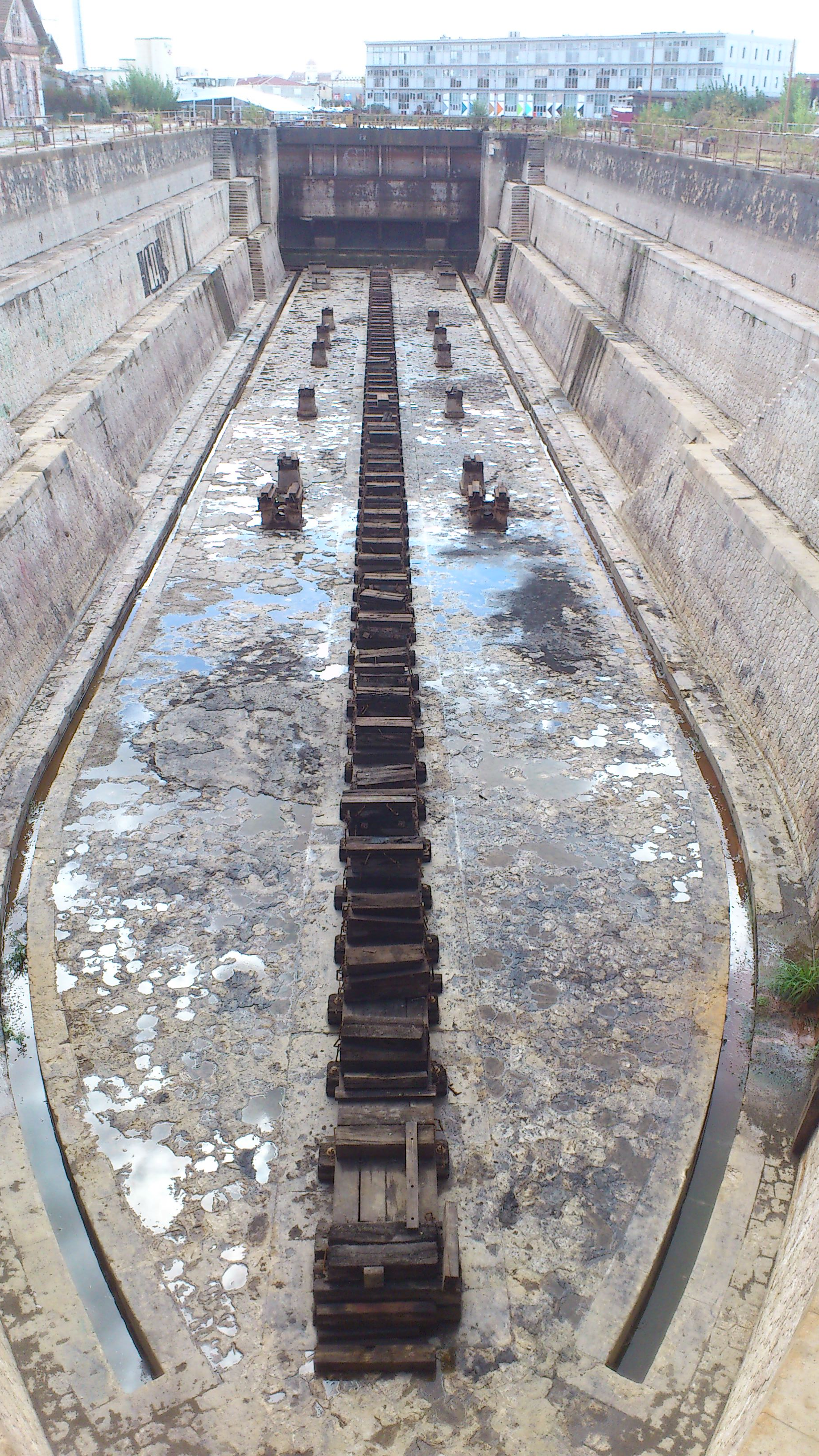
Un des radoubs de Bordeaux (Forme n°1)

En 1892, une décision ministérielle décide de la création d’une deuxième forme de radoub. Elle est plus petite que la première et elle est placée à côté. Elle sera terminée en 1906.

### Les réaménagements duXIXesiècle
A la fin du XIXe siècle, la capacité d’accueil du port de Bordeaux passe de 4 à 6 kilomètres.
Lors du réaménagement du port, la ville de Bordeaux a mis en évidence que ce dernier se doit d’avoir un nombre de formes de radoub proportionnel aux navires qui viennent y accoster.
A ce même moment, plusieurs ports français détenaient un plus grand nombre de formes que Bordeaux. Par exemple, la ville portuaire de Marseille possédait déjà 5 formes différentes, ou bien le Havre en entretenait quant à lui 4, tout en ayant fait la demande de deux formes supplémentaires. De plus, la ville de Saint Nazaire, avec un port moins considérable que celui de Bordeaux, en détenait déjà trois.
En 1997, le port autonome de Bordeaux envisagea de déclasser les formes de radoub des bassins à flots au profit de la forme de radoub de Bassens et du slipway élargi de Bacalan.

### Après les années 2000
Cet édifice est classé Monument Historique depuis le 31 janvier 2008, en incluant leur machinerie ainsi que les abris attenants.
En 2015, un projet portant le nom de «Projet Ilot Lesieur» nait pour aménager les bassins à flot. Une tour de 60 mètres de haut devait être construite au cœur du quartier des bassins à flot et donner naissance à un nouveau quartier. Ce projet fut décidé par la municipalité de Bordeaux.
Des personnes ont protesté contre ce projet, comme Philippe Dorthe. Ils ont rappelé que cette tour allait être construite dans le périmètre de protection au patrimoine mondial de l'Unesco des bassins à flot. Ce bassin a fait l’objet de plusieurs protections nationales, notamment avec l’inscription des deux formes de radoubs (cales sèches) au titre des Monuments historiques.

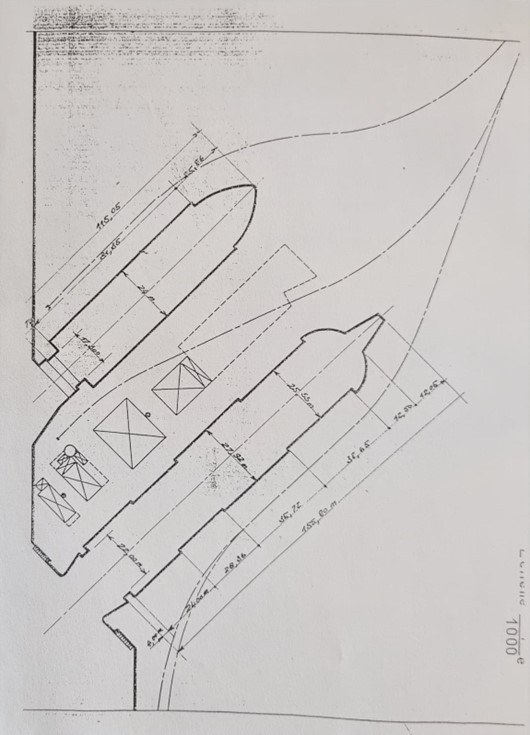
Plan pour le chantier de 2015 dévoilant les deux radoubs de Bordeaux

L'intérêt de ce site historique témoigne du patrimoine industriel et portuaire avec la volonté de le préserver dans son intégralité (les deux bassins à flot, les trois ponts tournants, les deux formes de radoubs, les deux écluses, un bureau de la main-d’œuvre, un bureau du pilotage et des sémaphores de signalisation pour l’entrée et la sortie des navires des bassins à flot). C’est ainsi que les protestataires ont saisi le dossier et fait appel à l’Unesco pour qu’ils interviennent et empêchent la mairie de Bordeaux de délivrer un permis de construire à la société Eiffage.
Plusieurs propositions ont été mises en avant pour réutiliser ces bâtiments anciens sans en altérer la valeur historique. Ces propositions ont par exemple été la création d’un Marinopôle sur le passé de Bordeaux, ou la création d’un yacht club.
Après un échange épistolaire sur ce sujet entre le maire de Bordeaux (Alain Juppé), Philippe Dorthe (conseiller général du canton de Bordeaux) et l’Unesco, ce dernier décida d’envoyer l’Icomos. L'organisme a évalué l’impact éventuel des projets que voulait mener la mairie de Bordeaux sur la valeur universelle exceptionnelle des bassins à flot.
C’est en octobre 2015 que l’Icomos a rendu son rapport détaillé. Il conclut que, si le quartier des Bassins à Flot voyait la construction des bâtiments élevés ou immeubles de grande hauteur, le quartier serait confronté à une grave perte d’intégrité morphologique et de sa signification culturelle. De plus, certains attributs qui témoignent de la valeur universelle exceptionnelle du bien «Bordeaux, port de la Lune» seraient irréversiblement endommagés. A la suite de ce rapport, les projets de construction sont abandonnés et les bassins à flots sont «rouverts» et réutilisés. Les formes de radoubs sont quant à elles rouvertes en 2016 pour remplir leur mission d’origine.
Les deux formes de radoub avec leur machinerie sont inscrites au titre des Monuments historiques par arrêté du 31 janvier 2008. Les deux bassins à flots, les deux estacades, les écluses, le bâtiment abritant la machinerie du pertuis et sa plateforme, les façades et toitures des anciens bureaux de la main-d'œuvre et de l'outillage, les façades et toitures du hangar G2, les façades et toitures de la maison des écluses, le sémaphore quai de Bacalan, les façades et toitures de la maison 1930 sont inscrits par arrêté complémentaire du 14 février 2023.

## Description
Les deux radoubs sont construits en pierre de taille et prennent une forme ovale. Ils possèdent des parois en légère forme d’escalier. L’un des deux bassins est plus grand en longueur. La machinerie permet le remplissage ou la vidange des bassins ainsi que la manœuvre des écluses qui est commune aux deux formes. La machinerie est située entre les deux radoubs.
Les formes de radoub sont disposées de manière à recevoir des bateaux de grand modèle. Des banquettes superposées et reliées par des escaliers y sont établies. Des cabestans et des bornes placés sur les bajoyers facilitent le halage du navire qui, après pompage, s’échoue sur le tin central et quelques tins latéraux. Les radiers des formes sont entourés de rigoles qui aboutissent à un puisard placé sous la machinerie. Ce puisard est lui-même en communication avec le bassin n°1 et la Garonne.

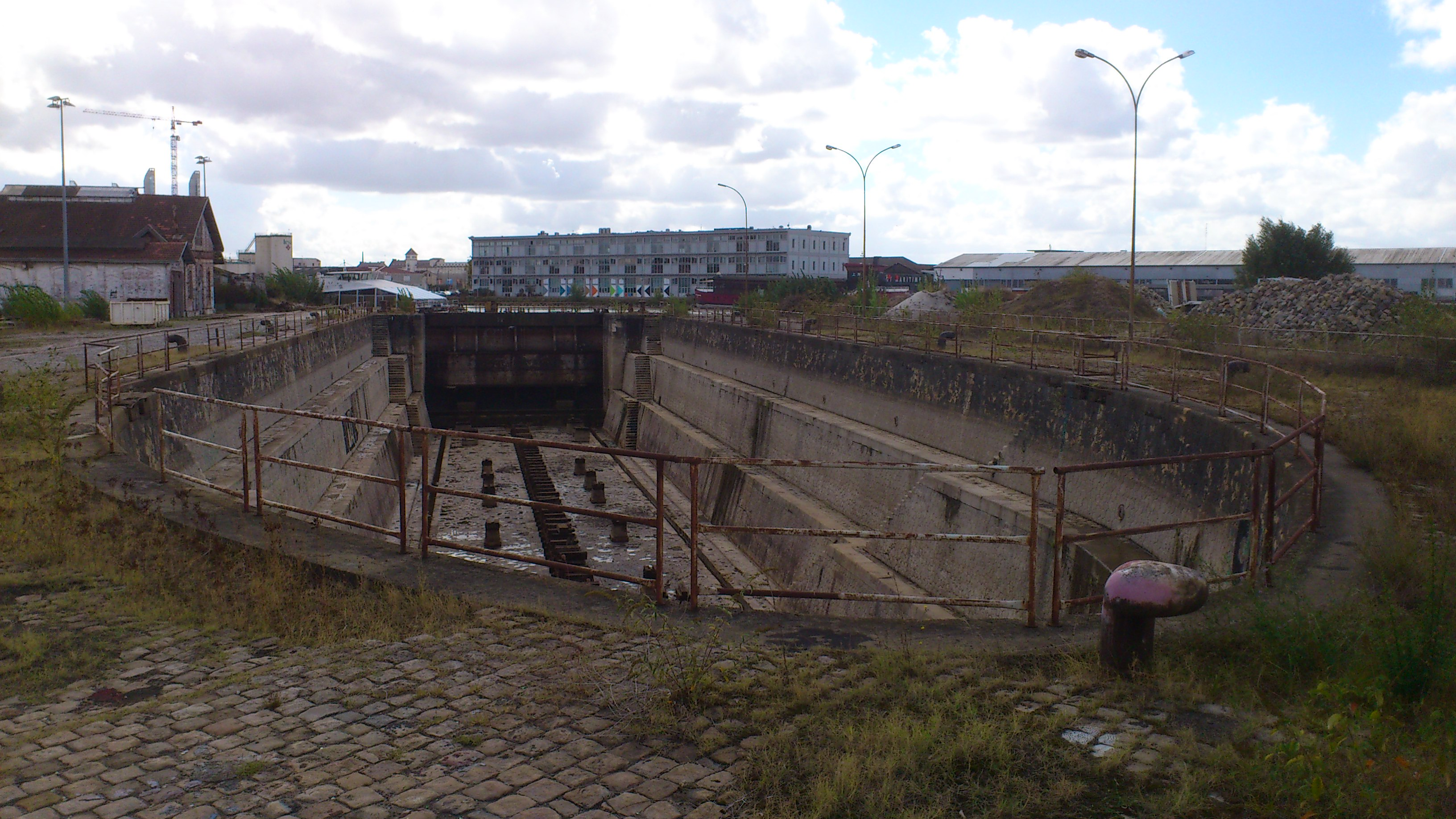
La plus petite radoub de Bordeaux (Forme n°2)

Le radoub n°1 peut accueillir des navires, des paquebots fluviaux et des yachts. La longueur est de 155 m, mais il peut accueillir seulement des navires de 148 m, car l’enclave extérieure est inutilisable. La largeur est de 18 m et la largeur du pertuis 22 m.
Le radoub n°2 peut accueillir des bateaux de plaisance d’une longueur maximale de 15m. La longueur est de 105 m, la largeur de 14,50 m et la largeur du pertuis de 16 mètres.
Il y a une station de pompage commune aux deux formes: 3 groupes d’électropompes d’épuisement, 2 groupes d’assèchement.

## En savoir plus